# Givatibrigaden

Givatibrigadens symbol är räven, vilket syftar på Samson's Foxes, en enhet under 1948 års arab-israeliska krig.

Givatibrigaden (hebreiska: חטיבת גבעתי) är en infanteribrigad inom Israels försvarsmakt. 
Brigaden bildades i december 1948 och ställdes under befäl av Shimon Avidan. Innan den deltog i Operation Yoav var dess uppgift var att erövra områdena Hulikat, Kawkaba och den korsning som i dag kallas Givatikorsningen. Senare upplöstes brigaden men återupprättades på nytt 1983, och finns fortfarande år 2025. Sedan 1999 lyder brigaden under södra militärkommandot (פיקוד הדרום, Pikud Darom). Sedan 2006 är den organiserad i tre huvudsakliga bataljoner: Shaked, Tzabar, Rotem, utöver associerade spanings- och teknikenheter.

## Bildgalleri

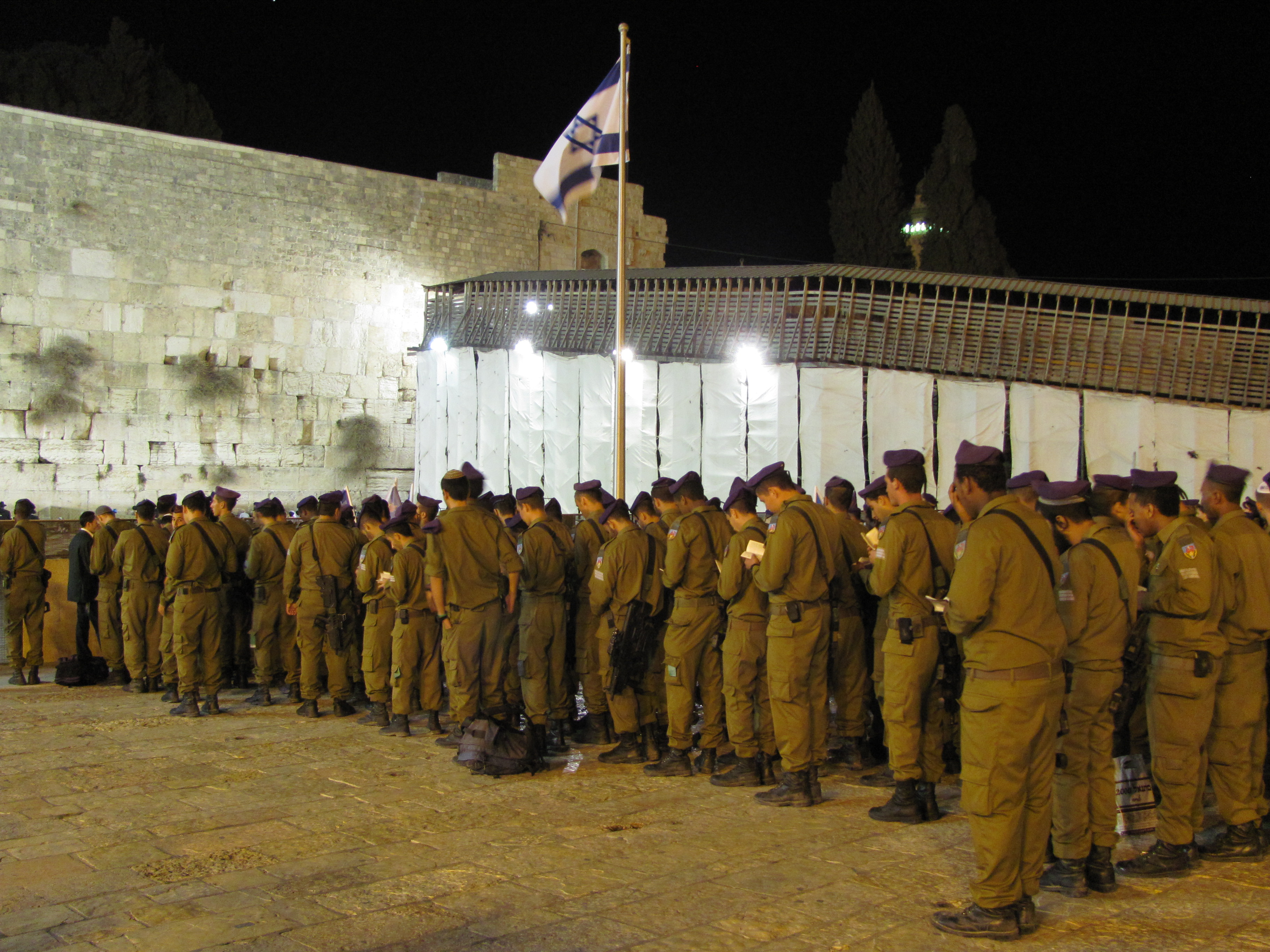
Lila är Givatibrigadens baskerfärg.
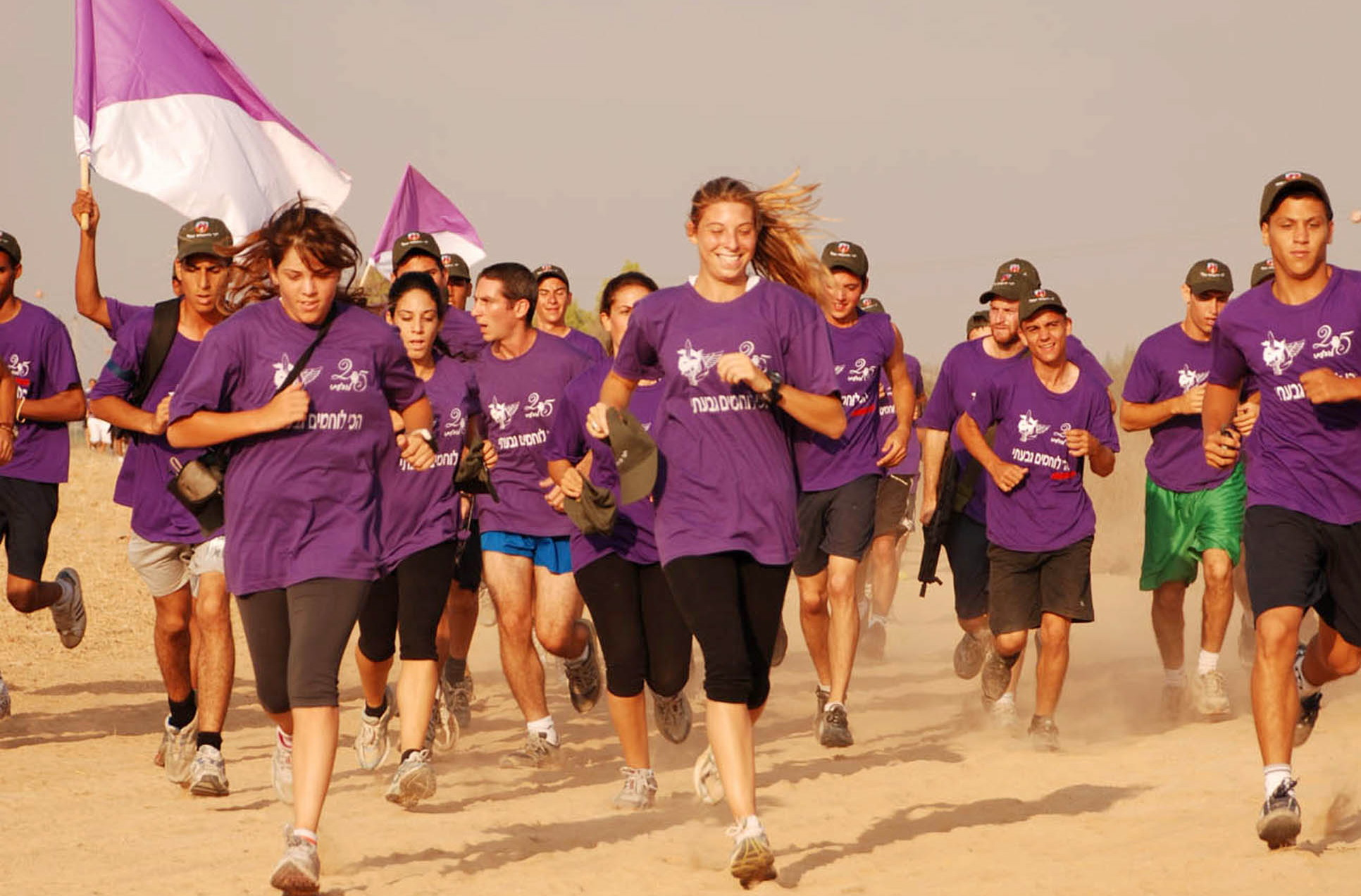
Lila symboliserar också brigaden på andra klädesplagg.
Givatibrigadens flagga.
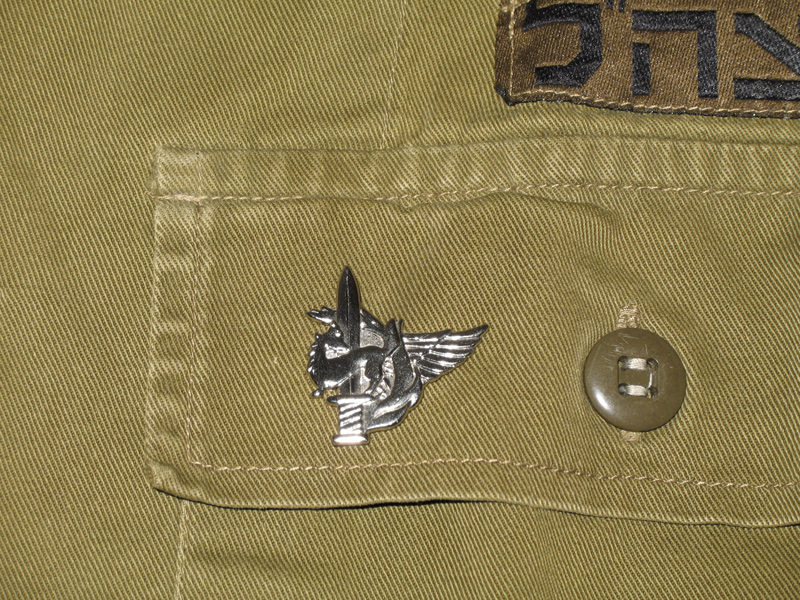
Soldater i stridande befattningar bär Givatiräven som märke.